# White Earth River
White Earth River är en ca 80 km lång (förr längre) biflod till Missourifloden i North Dakota. Den har sin början i Divide County och når numera Missourifloden i den konstgjorda sjön Lake Sakakawea vars tillkomst förkortat floden något.